# Amir El-Masry
Amir El-Masry (em árabe: أمير المصري ; Cairo, 2 de agosto de 1990) é um ator egípcio-britânico. Ele ganhou um BAFTA escocês por sua atuação no filme Limbo (2020) e foi indicado ao British Independent Film Award. Ele foi nomeado um BAFTA Breakthrough Brit de 2020 e uma Estrela Internacional do Amanhã de 2021.
El-Masry estreou na comédia egípcia Ramadan Mabrouk Abu El Alamein Hamouda (2008), pela qual recebeu o prêmio de Melhor Estreia no Festival do Oscar do Cinema Egípcio.

## Biografia
Nascido em 2 de agosto de 1990 em uma família egípcia, El-Masry foi criado em Acton, no oeste de Londres. Ele se formou em criminologia e sociologia pela Royal Holloway, Universidade de Londres. Após estagiar em um escritório de advocacia, ele se formou na London Academy of Music and Dramatic Art (LAMDA), graduando-se em 2013.

## Carreira
Após uma conversa com o ator Omar Sharif enquanto seu pai estava em uma viagem de negócios, El-Masry conheceu um roteirista em uma exibição de Hassan e Marcus e fez sua estreia nos filmes de comédia egípcios Ramadan Mabrouk Abu El Alamein Hamouda como Ramzy e El-Talatah Yishtaghaloonha como Nabil. El-Masry recebeu o prêmio de Melhor Estreia no Festival do Oscar de Cinema Egípcio de 2009. Ele tirou um tempo do seu primeiro ano em Royal Holloway para estar no último.
El-Masry apareceu pela primeira vez na televisão britânica em um episódio de 2013 da novela médica Casualty como Naveed. No ano seguinte, ele fez sua estreia em Hollywood como Alireza em Rosewater, de Jon Stewart. Ele teve papéis especiais na série coproduzida internacionalmente Transporter: The Series e na série Tyrant da FX.
El-Masry recebeu elogios por sua atuação como Youssef na minissérie The Night Manager da BBC One de 2016. No mesmo ano, El-Masry fez sua estreia profissional no palco na produção de Goats do Royal Court Theatre  e apareceu na série dinamarquesa Herrens Veje .
Em 2018, El-Masry interpretou Dante no drama da BBC One Age Before Beauty e teve um papel recorrente em Jack Ryan de Tom Clancy na Amazon Prime. Ele estrelou o filme Shoot. No ano seguinte, ele interpretou Kazem na série egípcia El-Brinseesa Beesa e Comandante Trach em Star Wars: A Ascensão Skywalker .
El-Masry estrelou como o refugiado Omar em Limbo, de Ben Sharrock. Por sua atuação, ele ganhou o prêmio de Melhor Ator em Filme no British Academy Scotland Awards de 2021. Ele também foi indicado ao British Independent Film Award (BIFA) e ao Chlotrudis Award, e apareceu nas listas de fim de ano de Peter Bradshaw do The Guardian e The Playlist. El-Masry teve papéis na televisão na primeira temporada da série Industry, da BBC One e da HBO, em 2020.
El-Masry foi escalado como um jovem Mohamed Al-Fayed na quinta temporada do drama da Família Real da Netflix, The Crown. Ele também tem um papel recorrente no drama da BBC sobre a Segunda Guerra Mundial, SAS: Rogue Heroes, e em Club Zero, de Jessica Hausner.
Em abril de 2024, foi anunciado que ele havia sido escalado como Príncipe Naseem no filme Giant.

## Filmografia

### Filme
| Ano  | Título                                 | Papel            | Notas              |
| ---- | -------------------------------------- | ---------------- | ------------------ |
| 2008 | Ramadan Mabrouk Abu El Alamein Hamouda | Ramzy            |                    |
| 2010 | El-Talatah Yishtaghaloonha             | Nabil            |                    |
| 2014 | Rosewater                              | Alireza          |                    |
| 2017 | Lost in London                         | Omar             |                    |
| 2017 | Farside                                | Sayeed           | Curta              |
| 2018 | Shoot                                  | Anmar Almadi     |                    |
| 2019 | Held for Ransom                        | John             |                    |
| 2019 | Star Wars: The Rise of Skywalker       | Commander Trach  |                    |
| 2020 | Limbo                                  | Omar             |                    |
| 2021 | The Protocol                           | Hugo             | Curta              |
| 2021 | ريتسا [Ritsa]                          |                  |                    |
| 2023 | Club Zero                              |                  |                    |
| 2023 | A Haunting in Venice                   | Alessandro Longo |                    |
| 2023 | In Camera                              | Conrad           |                    |
| 2022 | #GAWEZNI                               |                  | Com Mayan El Sayed |
| 2025 | 100 Nights of Hero                     | ASA              | Pós-produção       |
| ASA  | Giant                                  | Naseem Hamed     | Pós-produção       |

### Televisão
| Ano  | Título                              | Papel            | Notas                                    |
| ---- | ----------------------------------- | ---------------- | ---------------------------------------- |
| 2013 | Casualty                            | Naveed           | Episode: "Special: Scars and Nightmares" |
| 2014 | BBC Comedy Feeds                    | Bolts            | Episode: "Rude Boys"                     |
| 2014 | Transporter: The Series             | Ayoub Al-Jifri   | Episode: "Beacon of Hope"                |
| 2015 | Tyrant                              | Musa             | Episode: "Mark of Cain"                  |
| 2016 | The Night Manager                   | Youssef          | Miniseries; 2 episodes                   |
| 2017 | The State                           | Sayed            | Miniseries; 3 episodes                   |
| 2017 | Herrens veje                        | Tolken           | 2 episodes                               |
| 2018 | McMafia                             | Tarek            | 2 episodes                               |
| 2018 | Age Before Beauty                   | Dante            | Papel principal                          |
| 2018 | Jack Ryan                           | Ibrahim          | Recurring role; 7 episodes               |
| 2019 | El-Brinseesa Beesa                  | Kazem            | Papel principal                          |
| 2020 | Industry                            | Usman Abboud     | Papel principal                          |
| 2021 | The One                             | Ben Naser        | 6 episodes                               |
| 2022 | SAS: Rogue Heroes                   | Dr. Gamal        | 3 episodes                               |
| 2022 | The Crown                           | Mohamed Al-Fayed | Episode: "Mou Mou"                       |
| 2023 | Vigil                               | Daniel Ramsay    | series 2                                 |
| 2024 | Wolf Hall: The Mirror and the Light | Thomas Wyatt     |                                          |

### Video games
| Ano  | Título                     | Papel            | Notas |
| ---- | -------------------------- | ---------------- | ----- |
| 2016 | Deus Ex: Mankind Dividided | Vozes adicionais |       |
| 2017 | Assassin's Creed: Origins  | Voz              |       |
| 2017 | Lego Marvel Super Heroes 2 |                  |       |